# Pioneer (Automarke, 1914)

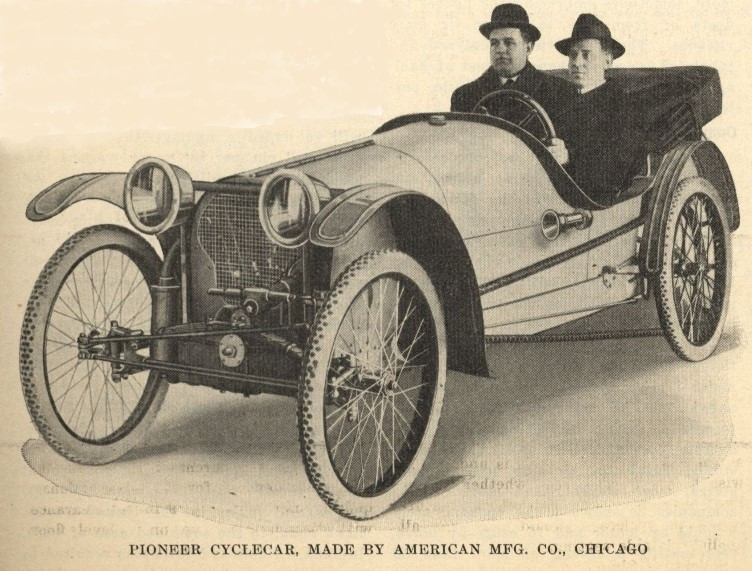
Pioneer Cyclecar (1914)

Pioneer war eine US-amerikanische Automarke des Jahres 1914. Hersteller war die American Manufacturing Company aus Chicago (Illinois).

## Die Marke Pioneer
Der Pioneer war das letzte von insgesamt neun Automobilprojekten dieses Namens in den USA zwischen 1896 und 1914 – und eines von nur vier, die tatsächlich zu wenigstens einem Straßenfahrzeug führten. Einzig die Pioneer Car Company in Oklahoma hatte es zuvor mit einem Highwheeler auf nennenswerte Stückzahlen gebracht. Es gibt aber keinen bekannten Bezug der American Manufacturing Company zu anderen Herstellern eines Pioneer-Automobils.

## Unternehmensgeschichte
Dieses Unternehmen war eine Tochtergesellschaft der erst im Juni 1913 aus der Fusion eines Chicagoer Autohandelshauses mit der Palmer Motor Car Company entstandenen Partin Manufacturing Company mit Sitz in Rochelle und Chicago. Deren Markennamen waren Partin und Partin-Palmer. Der Pioneer sollte das Angebot nach unten ergänzen. American Manufacturing trat selbständig auf und machte lange ein Geheimnis aus den Eigentümern. Dass dies Fachleute aus dem Automobilbau waren, war indes in diesem Marktsegment mit zahlreichen kleinen und kleinsten Herstellern so ungewöhnlich, dass es darüber zu Spekulationen in der Presse kam. Cyclecars erlebten zwischen 1912 und 1915 einen gewaltigen Boom, der sich aber ebenso rasch abkühlte, wie er aufgekommen war. Er ermunterte leider auch Bastler und Tüftler mit weniger seriösen Konstruktionen, sich als Hersteller zu versuchen; dies trug bereits einen der Keime des jähen Niedergangs dieser Fahrzeuggattung in sich.
Anders die American Manufacturing Company. Ihr Pioneer Staggered Roadster kam zwar als recht konventioneller Vertreter seiner Gattung auf den Markt, gilt aber als gelungener Entwurf. Die Bezeichnung bezieht sich auf die zwei versetzt nebeneinander angeordneten Sitzplätze. Viele Cyclecars hatten wegen der schmalen Karosserie eine Tandem-Sitzanordnung, in einigen Modellen wie dem französischen Bédélia saß der Passagier vorn. Der Verkaufspreis lag bei angemessenen US$ 385,--.
Als das Mutterhaus Ende 1914 in finanzielle Schwierigkeiten geriet, fand sich in der Person des Verkaufsdirektors Charles C. Darnall ein Investor, der es übernahm. Er organisierte es neu als Commonwealth Motors Corporation. Dabei wurde jedoch die American Manufacturing Company aufgegeben, weshalb der Pioneer bereits zum Ende des ersten Produktionsjahres wieder vom Markt verschwunden war.
Die Commonwealth Motors Corporation ist eine der beiden Gesellschaften, aus der 1922 die Checker Cab Manufacturing Company entstand. Daher ist der Pioneer so etwas wie ein entfernter Verwandter des berühmten Checker Cab.

## Technik
Der Pioneer wurde als Cyclecar bezeichnet, obwohl er die Kriterien nicht erfüllte. Er war ein typischer Vertreter seiner Gattung, hergestellt in Leichtbauweise mit einem luftgekühlten V2-Motor, Friktionsgetriebe, Riemenantrieb und schmalerer Spur als gewöhnliche PKW. Seine Roadster-Karosserie war so eng, dass der Beifahrersitz um etwa 30 cm nach hinten gerückt und etwas tiefer angebracht werden musste, um vor allem dem Fahrer in dem nur 1016 mm breiten Auto mehr Ellbogenfreiheit zu verschaffen.
Ein luftgekühlter V2-Motor mit 9 bhp (6,6 kW) Leistung und einem Hubraum von 69,3 c.i. (1136 cm³) trieb den Pioneer an. Das Hubraumlimit für Cyclecars lag bei 1100 cm³ Hubraum. Die Bohrung betrug 3⅜ Zoll (85,725 mm), der Hub 3⅞ Zoll (98,425 mm). Aus der Bohrung ergab sich zu dieser Zeit die Steuerklasse (das sog. N.A.C.C.-Rating), die beim Pioneer mit 9,1 HP. errechnet wurde.
Die Kraft wurde über ein Reibrollengetriebe und Flachriemen zu den Hinterrädern weitergeleitet.

## Modell
Pioneer baute nur ein einziges Modell in einer einzelnen Version:
| Modell                          | Fahrzeug- und Steuerklasse | Bauzeitraum | Zylinder | Hubraum  | Leistung       | Radstand | Aufbauten        |
| ------------------------------- | -------------------------- | ----------- | -------- | -------- | -------------- | -------- | ---------------- |
| Pioneer 9 HP Staggered Roadster | Cyclecar, 9,1 HP           | 1914        | 2 V      | 1136 cm³ | 9 bhp (6,6 kW) | 2438 mm  | Roadster 2 Sitze |